# سیر طبیعی بیماری

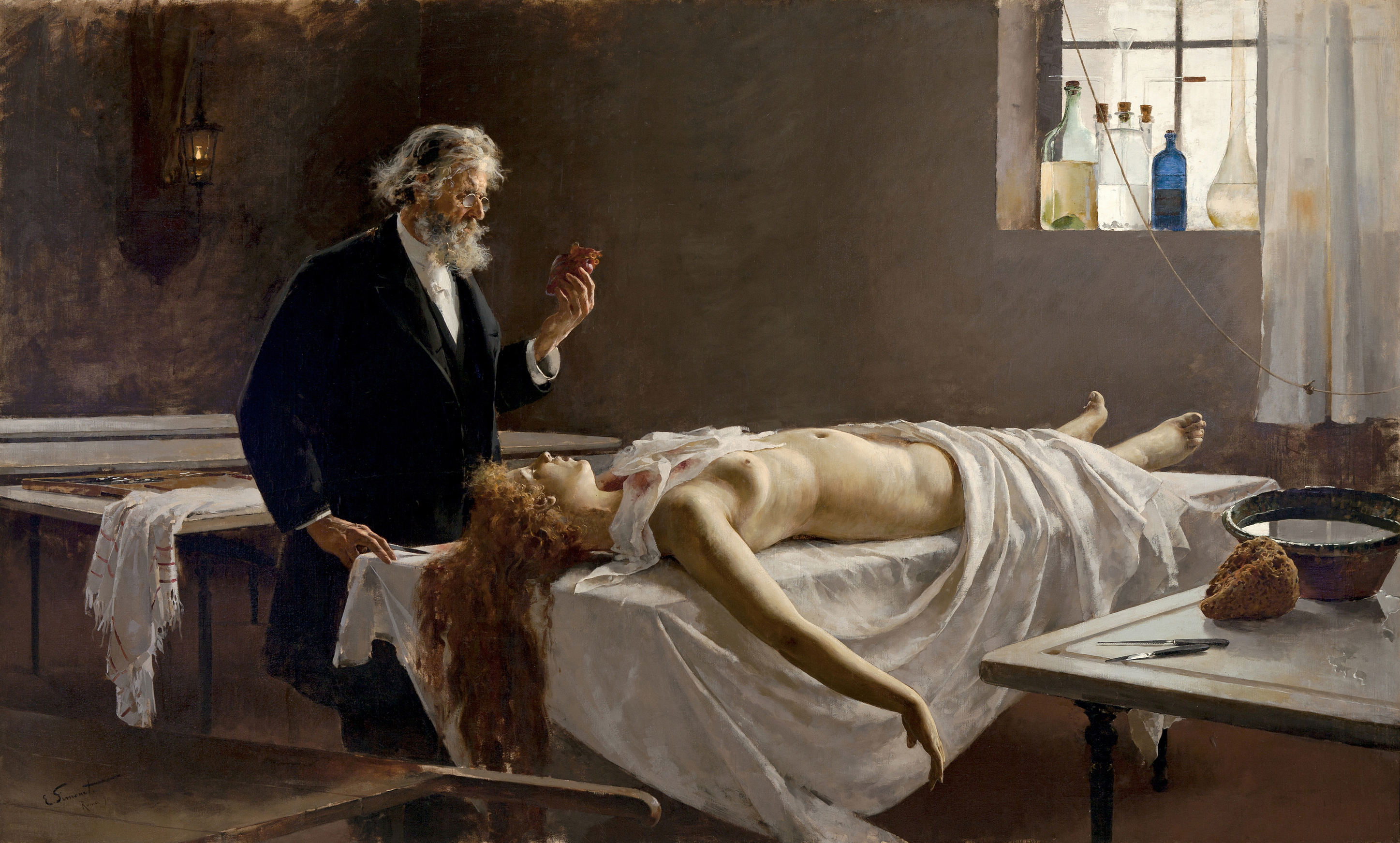
انریکه سیمونه - کالبد شکافی 1890
این اثر، پزشکی را به تصویر می کشد که در حال کالبدشکافی است و به قلب یک جوان نگاه می کند.

سیر طبیعی بیماری سیر یک بیماری از شروع تا پایان است. بسیاری از بیماری‌ها مراحل مشخصی دارند که در کنار یکدیگر به عنوان «سیر طبیعی بیماری» شناخته می‌شوند. این مراحل عبارت‌اند از:
1. مرحله شروع آسیب.
2. مرحله قبل از علایم (از شروع تا ظهور نخستین علایم یا نشانه‌ها).
3. تظاهر بالینی بیماری که می‌تواند منجر به مرگ شود، می‌تواند عود و تکرار داشته باشد ویا می‌تواند خودبه خود تخفیف یافته به بهبودی بینجامد.
4. مرحله ناتوانی بیماری